# Чандарлы Ибрагим-паша
Чандарлы Ибрагим-паша (Чандарлы Ибрагим-паша Старший) (тур. Çandarlı İbrahim Paşa, ? — 15 августа 1429) — великий визирь Османской империи при султане Мураде II (1421—1429). Представитель известного семейства Чандарлы. Второй сын великого визиря Чандарлы Халил-паши (1364—1387) и младший брат великого визиря Чандарлы Али-паши (1387—1406).
В период османского междуцарствия Ибрагим сначала служил Мусе Челеби, однако, разочаровавшись в нём, перешёл на сторону Мехмеда I. В период правления сына Мехмеда, Мурада II, с помощью интриг Ибрагим устранил второго визиря, Хаджи Иваза-пашу, и остался единственным визирем.

## Биография
Ибрагим был младшим сыном Халила Хайреддина-паши. Не сохранилось источников о дате и месте его рождения. Так же нет данных, где именно он учился, хотя известно, что он изучал науки в медресе.
В первый раз его имя упоминается в источниках в связи с военным советом, состоявшимся перед битвой при Анкаре. Халкокондил писал, что Ибрагим высказался за переговоры с Тамерланом и против войны и объяснял возможные последствия.
Вакуфный документ его брата, визиря Чандарлы Али-паши, подписанный по разным данным в 1405 или в январе  1406 года, зафиксировал, что в это время Ибрагим занимал пост кади Бурсы. Учитывая то, что в 1402 году Ибрагим участвовал в военном совете, он должен был быть влиятельным человеком. Возможно, при Баязиде I в  1402 году он уже был кади Бурсы. В период Османского междуцарствия Ибрагим находился в Эдирне с Мусой Челеби. Возможно, он был при Мусе кади Эдирне.

### На службе у Мехмеда I
Согласно османским историкам Нешри, Бехишти, Саад-эд-дину и Мюнеджимбаши Ибрагим-паша разочаровался в Мусе Челеби из-за того, что после победы над Сулейманом Челеби Муса казнил некоторых людей и конфисковал их имущество.
Он захватил, уничтожил и ограбил самых известных и богатых беев Румелии. Если он сидел в диване и видел кого-то побогаче, он говорил себе: «Здесь пахнет деньгами!» Затем он убивал его и забирал его имущество.Нешри
Муса отправил Ибрагима в Константинополь, чтобы стребовать с византийского императора дань, которую тот платил в османскую казну каждый год. Оттуда Ибрагим уже не вернулся в Эдирне. Из Константинополя он написал Мехмеду в Бурсу, тот послал ему хилат (почётный халат) и пригласил к себе. Ибрагим-паша принял приглашение и стал служить Мехмеду. В марте 1415 года  Ибрагим подписал как свидетель дарственный документ Саруджа-Пашазаде Умур-бея, служившего Мехмеду. Следовательно, в это время Ибрагим находился на службе у Мехмеда, но должность, занимаемая им, неизвестна. После, неизвестно точно, когда, Ибрагим был назначен на пост визиря.
В 1420 году Ибрагим подписал как свидетель дарственный документ ещё одного вельможи Мехмеда, Кара-Тимурташ-Пашазада Орудж-бея. В документе зафиксировано, что Ибрагим был вторым визирем. В это время великим визирем был Амасьялы Баязид-паша, третьим — Хаджи Иваз-паша. В мае 1421 года Мехмед I умер, ему наследовал сын, Мурад II. После джюлюса Мурада состав дивана не изменился.

### В правление Мурада II
Византийцы выпустили заключённого в их тюрьме претендента Мустафу Челеби, надеясь, что он свергнет Мурада. Мустафа Челеби, поднял в Румелии восстание, пытаясь при поддержке византийцев занять трон. По словам Дуки Мехмед послал Ибрагима в Константинополь убедить императора не помогать Мустафе, но император даже не принял его. Были даже сообщения (Рухи Челеби), что Ибрагим-паша содержался под стражей, пока Мурад не подавил восстание Мустафы и не осадил Константинополь. Летом 1421 года великий визирь Баязид-паша потерпел поражение в битве у Сазлидере от Мустафы Челеби, был взят в плен и казнён. На его пост был назначен Ибрагим-паша.
Мустафа Челеби у Бурсы потерпел поражение и с небольшими силами бежал в Румелию. После этого Ибрагим-паша тайно отправил послание одному из своих людей, губернатору Галлиполи по имени Тахаретциз Хатип, и приказал ему как можно быстрее найти корабли и немедленно отправить их в Лапсеки. По другой версии Мурад обратился к подеста Новой Фокеи, Джованни Адорно, который прибыл с 7 галерами и 15 января 1422 года переправил султана с его армией на другую сторону Дарданелл. Мурад поймал и казнил Мустафу Челеби.
После того, как были устранены претенденты, Мурад сократил состав дивана из пяти человек. Ранее в него входили великий визирь Ибрагим-паша, Хаджи Иваз-паша, а также сыновья Кара-Тимурташ-паши: Умур, Али и Орудж. Мурад оставил в диване только Ибрагима и Хаджи Иваза-пашу.
Умура-бея Мурад отправил к Гермияноглу Якубу-бею, Орудж-бей получил звание бейлербея Анатолии, а Али-бей — вали Сарухана. В диване между двумя оставшимися визирями началось соперничество, при этом кадиаскер Молла Фенари примкнул к недругам Хаджи Иваза-паши. Султану Мураду нашептали, что Хаджи Иваз тайно подговаривал солдат восстать против него. Говорили, что он носил доспехи под верхней одеждой. После того, как Хаджи Иваз-паша был выведен из совета Ибрагим-паша получил огромные полномочия, которые сохранял до своей смерти.
Ибрагим умер, согласно надписи на его надгробии, 25 августа 1429 года (24/4 Зилькада 832) от чумы. Его тело было доставлено в Изник и захоронено в тюрбе на площади Чынарлы. С восточной части тюрбе ранее находился имарет, построенный в 1425—1427 годах. Сейчас имарет не существует, надпись с него помещена на стену тюрбе.
У Ибрагима-паши также был дворец в Изнике. В нём обосновался во время мятежа брат Мурада Кучук Мустафа-челеби.
Ибрахим-паша был женат на Исфахан Шах-хатун (или Ханым-хатун), дочери Дедебали, у которого было медресе в Иерусалиме. У них было два сына, Махмуд и Мехмед, и две дочери, Фатьма и Хатидже. Матерью его старшего сына Чандарлы Халила-паши была другая женщина.